# مورته‌لیانو
مورته‌لیانو (به ایتالیایی: Mortegliano) یک کومونه در ایتالیا است که در استان اودینه واقع شده‌است. مورته‌لیانو ۳۰٫۰ کیلومتر مربع مساحت و ۵٬۰۸۹ نفر جمعیت دارد.